# Samir Bannout
Samir Bannout (né le 7 novembre 1955 à Beyrouth) est un culturiste professionnel libanais, champion Mr. Olympia en 1983 succédant à Chris Dickerson ; il ne conserve son titre qu'une seule année avant d'être battu en 1984 par Lee Haney dans son ascension vers ses 8 titres Olympia.
Samir (aussi surnommé The Lion of Lebanon) avait l'un des physiques les plus esthétiques qui soit ainsi qu'un dos incroyablement détaillé, selon son expression de "Sapin de Noël". Il continue de concourir jusqu'en 1994 à Mr. Olympia.